# Подільська сільська рада (Кам'янець-Подільський район)
Поді́льська сільська́ ра́да — адміністративно-територіальна одиниця та орган місцевого самоврядування в Кам'янець-Подільському районі Хмельницької області. Адміністративний центр — село Подільське.

## Загальні відомості
Подільська сільська рада утворена в 1990 році.
- Територія ради: 23,071 км²
- Населення ради: 828 осіб (станом на 2001 рік)

## Населені пункти
Сільській раді підпорядковані населені пункти:
- с. Подільське

## Склад ради
Рада складається з 12 депутатів та голови.
- Голова ради: Годований Юрій Іванович
- Секретар ради: Вольська Ольга Василівна

### Керівний склад попередніх скликань
| Прізвище, ім'я, по батькові  | Основні відомості                                                                                                | Дата обрання | Дата звільнення |
| ---------------------------- | --- | ------------ | --------------- |
| Вольський Ігор Олександрович | Сільський голова, 1971 року народження, член Всеукраїнського об'єднання «Батьківщина»                            | 26.03.2006   | 02.08.2009      |
| Годований Юрій Іванович      | Сільський голова, 1959 року народження, освіта середня спеціальна, безпартійний                                  | 02.08.2009   | 31.10.2010      |
| Годований Юрій Іванович      | Сільський голова, 1959 року народження, освіта середня спеціальна, член Всеукраїнського об'єднання «Батьківщина» | 31.10.2010   |                 |

Примітка: таблиця складена за даними сайту Верховної Ради України

### Депутати
За результатами місцевих виборів 2010 року депутатами ради стали:

#### За суб'єктами висування
| Суб'єкт висування | Кількість обраних депутатів | %    |
| ----------------- | --------------------------- | ---- |
| Самовисування     | 8                           | 66,7 |
| Народна партія    | 4                           | 33,3 |

#### За округами
| № округу       | Прізвище, ім'я, по батькові        | Дата визнання обраним | Освіта             | Партійна приналежність                        | Відомості про обраного депутата                         |
| -------------- | ---------------------------------- | --------------------- | ------------------ | --------------------------------------------- | ------------------------------------------------------- |
| Народна Партія |                                    |                       |                    |                                               |                                                         |
| 3              | Тостановський Пилип Броніславович  | 05.11.2010            | середня            | позапартійний                                 | пенсіонер                                               |
| 4              | Гарук Євгена Едуардівна            | 05.11.2010            | середня спеціальна | член Народної партії                          | Подільський фельдшерсько-акушерський пункт, акушерка    |
| 7              | Білінська Наталія Йосипівна        | 05.11.2010            | середня            | член Народної партії                          | Подільський БК, художній керівник                       |
| 10             | Ларукова Оксана Кімівна            | 05.11.2010            | середня спеціальна | член Народної партії                          | Подільська сільська рада, головний бухгалтер            |
| Самовисування  |                                    |                       |                    |                                               |                                                         |
| 1              | Кривак Василь Мефодійович          | 05.11.2010            | вища               | член Всеукраїнського об'єднання «Батьківщина» | Подільська загальноосвітня школа, директор              |
| 2              | Ніколаєв Павло Петрович            | 05.11.2010            | вища               | позапартійний                                 | приватний підприємець                                   |
| 5              | Варицька Людмила Петрівна          | 05.11.2010            | середня спеціальна | позапартійна                                  | Подільський фельдшерсько-акушерський пункт, завідувачка |
| 6              | Вольська Ольга Василівна           | 05.11.2010            | середня спеціальна | позапартійна                                  | Подільська сільська рада, технічний працівник           |
| 8              | Тимчук Галина Віталіївна           | 05.11.2010            | вища               | позапартійна                                  | Подільська бібліотека-філіал, бібліотекар               |
| 9              | Кривак Микола Мефодійович          | 05.11.2010            | середня спеціальна | позапартійний                                 | пенсіонер                                               |
| 11             | Опольський В'ячеслав Володимирович | 05.11.2010            | середня спеціальна | позапартійний                                 | Подільське лісництво, бухгалтер                         |
| 12             | Гарук Ірина Володимирівна          | 05.11.2010            | вища               | член Всеукраїнського об'єднання «Батьківщина» | Подільський НВК, вчитель                                |